# 武藏溝之口站
武藏溝之口站（日语：／ Musashi-mizonokuchi eki */?）是一個位於神奈川縣川崎市高津區溝口一丁目，屬於東日本旅客鐵道（JR東日本）南武線的鐵路車站。川崎市民與大部分使用者都將此站視為轉乘站，轉乘東急田園都市線、大井町線的溝之口站，車站周邊多稱為「之口」（ノクチ），也是車站大樓的名稱「Nocty Plaza」的由來。

## 車站構造
本站現時的站房隨著車站附近地區再開發而於1998年啟用，是一座跨站式站房。站內設有一條非付費區通道，為全日24小時開放。但車站則於最後一班列車開出後至凌晨4時30分關閉。
站內設綠色窗口（營業時間：07:00－20:00）及View Plaza。此外站內還有Kiosk便利商店（付費區內）、NEWDAYS（付費區外）、車站蕎麥麵店（上行線月台）。

### 月台配置
上行線（川崎方向）月台為側式月台（1號月台），下行線（立川方向）則是島式月台1面2線設計。兩座月台並非完全並排，並排範圍只有半座月台的長度。
雖然新站房啟用後增加了車站的空間，但上行線月台空間較少，因此安裝樓梯和電扶梯比較狹窄，加上車站構造令乘客集中，常造成擁擠的問題。JR東日本曾移動上行線月台的位置以作改善。
3號月台旁往川崎方向設有2條側線，供自登戶開出的列車使用。側線末端是擺放道碴的地方，也停放軌道維護機械。
| 月台 | 路線   | 方向 | 目的地                   | 備註                        |
| ---- | ------ | ---- | ------------------------ | --------------------------- |
| 1    | 南武線 | 上行 | 武藏小杉、川崎方向       |                             |
| 2、3 | 南武線 | 下行 | 登戶、府中本町、立川方向 | 此站始發、待避列車為3號月台 |

（來源：JR東日本:車站構內圖 （页面存档备份，存于））

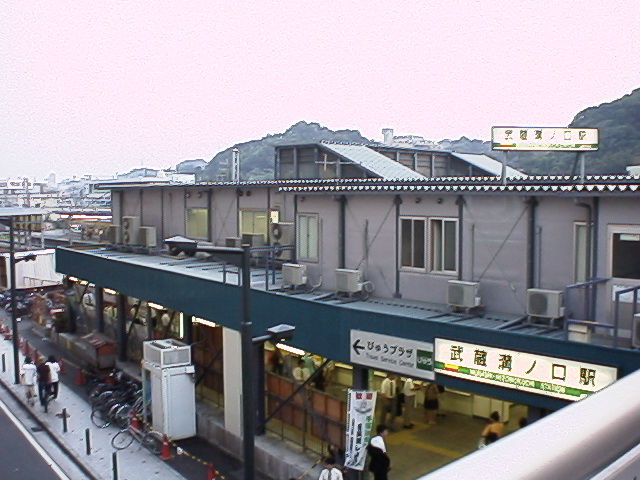
改建前的站房（1998年8月7日）
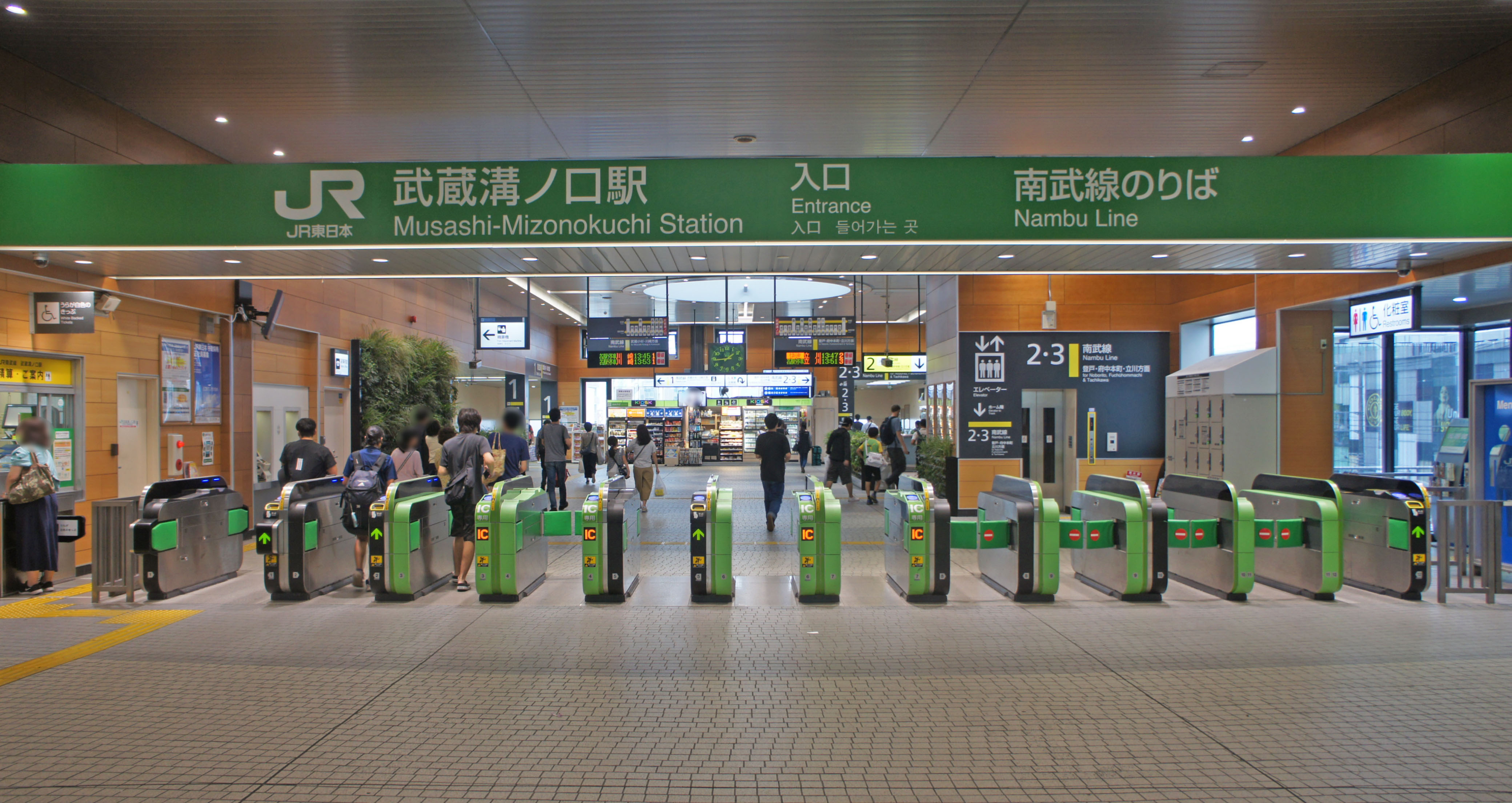
閘口（2019年9月）
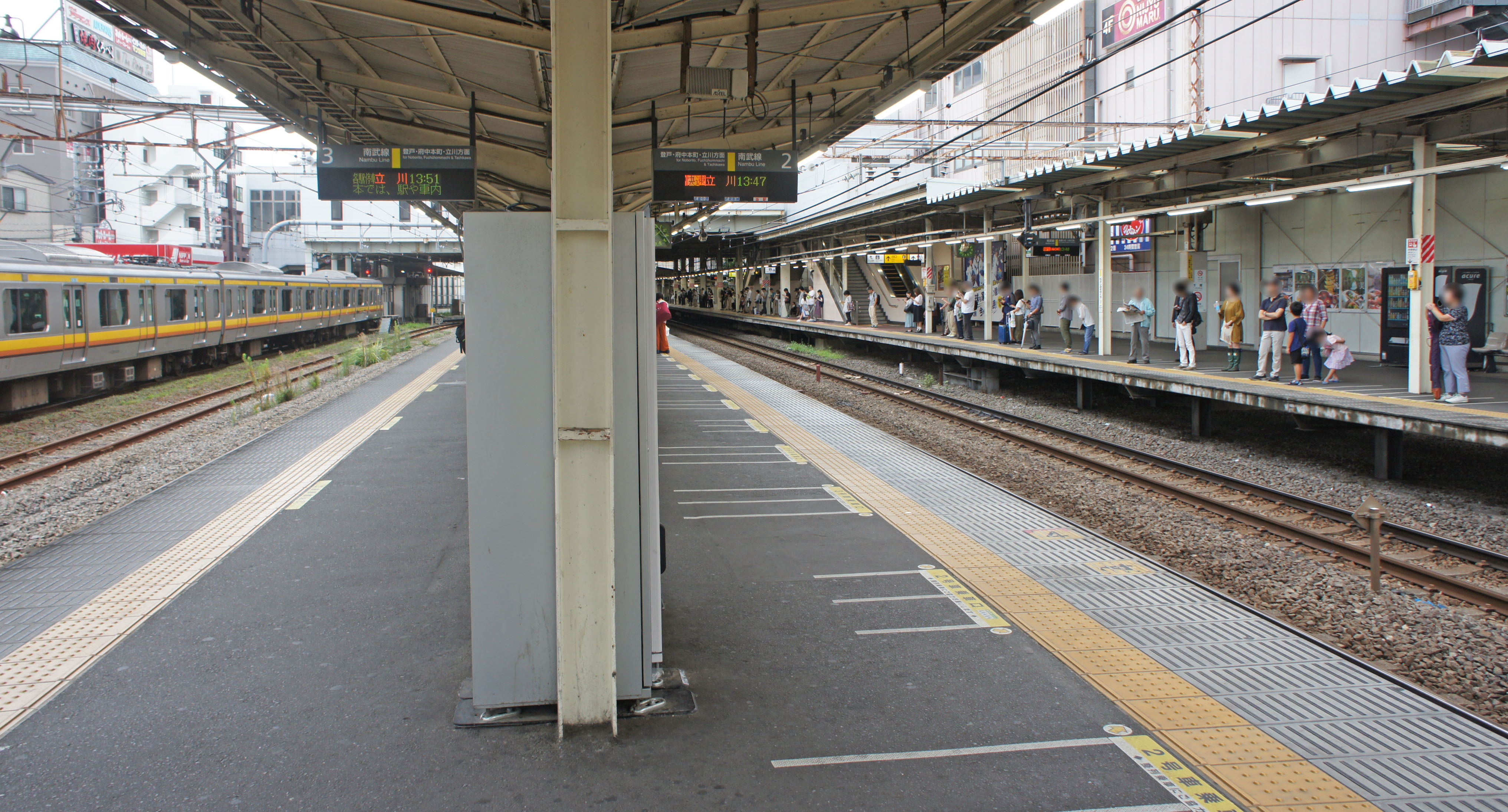
月台（2019年9月）

## 使用情況
2019年（令和元年）度的1日平均上車人次為86,165人。
JR東日本管內的車站次於八王子站排行第52位，南武線的車站當中排行第4位。
近年的推移如下表。
| 年度               | 1日平均 上車人次 | 來源                |
| ------------------ | ---------------- | ------------------- |
| 1995年（平成07年） | 67,841           | [ 乗降データ 3 ]    |
| 1996年（平成08年） | 67,219           |                     |
| 1997年（平成09年） | 66,569           |                     |
| 1998年（平成10年） | 66,860           | [ 神奈川県統計 1 ]  |
| 1999年（平成11年） | 67,571           | [ 神奈川県統計 2 ]  |
| 2000年（平成12年） | 68,339           | [ 神奈川県統計 2 ]  |
| 2001年（平成13年） | 68,518           | [ 神奈川県統計 3 ]  |
| 2002年（平成14年） | 68,414           | [ 神奈川県統計 4 ]  |
| 2003年（平成15年） | 68,666           | [ 神奈川県統計 5 ]  |
| 2004年（平成16年） | 68,642           | [ 神奈川県統計 6 ]  |
| 2005年（平成17年） | 69,175           | [ 神奈川県統計 7 ]  |
| 2006年（平成18年） | 70,704           | [ 神奈川県統計 8 ]  |
| 2007年（平成19年） | 73,612           | [ 神奈川県統計 9 ]  |
| 2008年（平成20年） | 73,315           | [ 神奈川県統計 10 ] |
| 2009年（平成21年） | 74,179           | [ 神奈川県統計 11 ] |
| 2010年（平成22年） | 75,653           | [ 神奈川県統計 12 ] |
| 2011年（平成23年） | 76,774           | [ 神奈川県統計 13 ] |
| 2012年（平成24年） | 79,533           | [ 神奈川県統計 14 ] |
| 2013年（平成25年） | 81,503           | [ 神奈川県統計 15 ] |
| 2014年（平成26年） | 81,509           | [ 神奈川県統計 16 ] |
| 2015年（平成27年） | 83,756           | [ 神奈川県統計 17 ] |
| 2016年（平成28年） | 84,575           | [ 神奈川県統計 18 ] |
| 2017年（平成29年） | 85,355           |                     |
| 2018年（平成30年） | 86,346           |                     |
| 2019年（令和元年） | 86,165           |                     |

## 車站周邊
本站位於高津區商業、行政中心地區，是最接近的高津區政府辦公室的車站。
- 車站周邊設施及自本站開出的公車路線，請參見溝口 (川崎市)。
- 相鄰的東急電鐵（東急）田園都市線、大井町線的車站，請參見溝之口站。

本站與東急溝之口站被設定為換乘站，容許相互換乘。

## 歷史
- 1927年（昭和2年）3月9日：南武鐵道線川崎站－登戶站段開通，同日武藏溝之口站開業。
- 1944年（昭和19年）4月1日：南武鐵道線被國有化，成為日本國鐵南武線。
- 1976年（昭和51年）3月1日：本站停班貨運業務。
- 1987年（昭和62年）4月1日：國鐵分割民營化，本站由JR東日本接手經營。
- 1998年（平成10年）：舊站房關閉，現有站房啟用。
  - 舊站房只是一座地面站房，自車站開業起一直使用。站房設計比較簡單，是首都圈換乘站中的少數（一般是跨站式站房設計）。全日開放的剪票口只有東口，而上行線月台則設有於早上繁忙時間開放的剪票口。
- 2001年（平成13年）11月18日：智能卡系統Suica啟用。
- 2011年（平成23年）4月9日：成為新設的南武線快速班次的停車站。快速班次原定於3月12日開設，但受東日本大震災影響而延遲。

## 相鄰車站
東日本旅客鐵道（JR東日本）
 南武線
■快速
武藏新城（JN 09）－武藏溝之口（JN 10）－登戶（JN 14）
■各站停車
武藏新城（JN 09）－武藏溝之口（JN 10）－津田山（JN 11）

## 外部連結
- 車站資訊（武藏溝之口）：東日本旅客鐵道

35°35′56.6″N 139°36′40.4″E / 35.599056°N 139.611222°E